# Natalie Obkircher
Natalie Obkircher (* 7. Februar 1971 in Geldern) ist eine frühere italienische Rennrodlerin.
Natalie Obkircher vom Centro Sportivo Forestale gehörte in den 1990er Jahren zu den erfolgreichsten Rennrodlerinnen, die nicht aus Deutschland kamen. Ihre erste internationale Medaille konnte Obkircher bei den Europameisterschaften 1990 in Igls gemeinsam mit Norbert Huber, Arnold Huber, Gerda Weißensteiner und Hansjörg Raffl im Mannschaftswettbewerb hinter den Teams aus Deutschland und Österreich die Bronzemedaille gewinnen. Im folgenden Jahr gewann sie Bronze im Mannschaftswettbewerb bei den Rennrodel-Weltmeisterschaften 1991 in Winterberg. Auch in den folgenden Jahren gewann sie regelmäßig internationale Medaillen in diesem Wettbewerb. EM-Bronze kam 1992, 1996 und 2000 hinzu, Silber 1998. Mit Armin Zöggeler, Norbert Huber, Gerda Weißensteiner, Kurt Brugger und Wilfried Huber konnte sie 1994 den Titel vor der deutschen Mannschaft gewinnen. Bei Weltmeisterschaften kam 1993, 1996 und 1997 Bronze hinzu, 1995 konnte sie mit dem italienischen Team Silber hinter den Deutschen gewinnen. In Einzelwettbewerben konnte Obkircher nie eine internationale Medaille gewinnen, platzierte sich aber immer wieder im Vorderfeld. So wurde sie bei der WM 1999 in Königssee Sechste im Einzel und Vierte im Team, 2000 in St. Moritz kam ein siebter Rang im Einzel und Platz fünf mit der Mannschaft hinzu. 2001 verpasste sie als Viertplatzierte mit der Mannschaft einen nochmaligen Medaillengewinn knapp. 2003 kamen gegen Ende der Karriere nochmals die Ränge elf im Einzel und fünf mit dem Team hinzu.
Viermal trat Obkircher bei Olympischen Winterspielen an. 1992 belegte sie in Albertville Rang 19, 1994 kam sie als Fünfte in Lillehammer in die Medaillennähe, verpasste aber durch einen schlechten letzten Durchgang eine bessere Platzierung. Auch 1998 mit Platz 12 in Nagano und 2002 mit Rang 17 in Salt Lake City brachten keine olympischen Erfolge. Im Rennrodel-Weltcup gehörte Obkircher über Jahre zur Spitze, Siege konnte sie gegen die zumeist deutsche Konkurrenz jedoch nie erringen. Doch erreichte sie zumeist Ergebnisse unter den besten zehn.